# Wasyl Tatarski
Wasyl Tatarski, ukr. Василь Татарський (ur. 16 listopada?/28 listopada 1898 w Murafie, zm. 2 lipca 1992 w Monachium) – ukraiński wojskowy generał chorąży Armii Ukraińskiej Republiki Ludowej, oficer kontraktowy Wojska Polskiego w okresie międzywojennym. Podczas II wojny światowej oficer 14 Dywizji Grenadierów SS, następnie szef sztabu brygady Ukraińskiej Armii Narodowej. Po wojnie emigracyjny działacz wojskowy i kombatancki.

## Życiorys
Po ukończeniu gimnazjum wstąpił do armii rosyjskiej. Służył w 9 pułku dragonów, stacjonującym w Gori w guberni tyfliskiej. W grudniu 1917 r. ukończył tam szkołę młodszych oficerów. W 1918 wstąpił do armii ukraińskiej. Służył w 4 berdyczowskim pułku piechoty. Od listopada tego roku brał udział w wojnie z Polakami, a następnie z bolszewikami w szeregach 2 Wołyńskiej Dywizji Strzelców. Został dowódcą jednego z pułków. Od marca 1920 dowodził 2 beresteckim pułkiem piechoty w składzie 1 Zaporoskiej Dywizji Strzelców Armii Ukraińskiej Republiki Ludowej. Doszedł do stopnia generała-chorążego. Po internowaniu ukraińskiej armii w Polsce przebywał w obozie w Kaliszu. W 1926 na wniosek ministerstwa wojny Rządu Ukraińskiej Republiki Ludowej na emigracji rozpoczął naukę w szkole oficerskiej WP. Po jej ukończeniu służył w Wojsku Polskim jako oficer kontraktowy. W 1939 ukończył Wyższą Szkołę Wojenną w Warszawie (1937–1939).
Brał udział w wojnie obronnej 1939 r. Uwolniony z niewoli niemieckiej podjął współpracę z Niemcami, pracując w ukraińskich przedstawicielstwach w Berlinie. W 1944 r. wstąpił do 14 Dywizji Grenadierów SS. W 1945 r. krótko przed końcem wojny objął funkcję szefa sztabu brygady w składzie Ukraińskiej Armii Narodowej. Po wojnie przebywał w obozie przesiedleńczym w zachodnich strefach okupacyjnych Niemiec. Od 1950 r. przewodniczył Związkowi Ukraińskich Weteranów, działał w różnych towarzystwach kombatanckich. Był też członkiem wyższej rady wojskowej przy emigracyjnych władzach URL.